# You don't even know me
You don’t even know me is een single van Al Stewart. Het is de eerste single ter promotie van zijn album Orange. Het nummer gaat over een liefde uit 1967 tijdens de Flowerpower-tijd. Stewart stelt dat zijn vriendin dan wel veel met hem optrok etc., maar hem nog steeds niet begrijpt. Hij wil eigenlijk met haar breken, maar besluit toch maar te blijven. In het lied wordt een andere popster genoemd: het stelletje heeft een concert van Jimi Hendrix bijgewoond.
De B-kant I’m falling was ook afkomstig van Orange. Het is een typisch herfstnummer. Stewart en (andere) vriendin zien het niet meer zitten tijdens een zeer regenachtige dag. Ze zijn “verkouden of iets dergelijks“. Ze moeten maar vrij nemen om een beetje te herstellen.
De single haalde de hitparades niet.